# Phaloesia chalybea
Phaloesia chalybea là một loài bướm đêm thuộc phân họ Arctiinae, họ Erebidae.